# Magyarország a 2019. évi nyári universiadén
Magyarország az olaszországi Nápolyban megrendezett 2019. évi nyári universiade egyik részt vevő nemzete volt.
Az egyetemi és főiskolai sportolók világméretű seregszemléjén tizenegy sportágban 89 magyar sportoló vett részt. A magyar egyetemi csapat a világ második legnagyobb soksportos eseményét 3 éremmel (1 arany- és 2 bronzérem) zárta.

## Érmesek
| Érem  | Versenyző | Versenyszám | Versenyszám |
| ----- | --- | ----------- | ----------- |
| Arany | Brezovszki Gerda Farkas Tamara Garda Krisztina Gémes Anett Alexa Gerendás Matilda Hertzka Orsolya Huszti Dóra Kiss Alexandra Kövesdi Vivien Kuna Szonja Lekrinszki Gina Petra Máté Zsuzsanna Mucsy Anna Mandula | vízilabda   | Csapat      |
| Bronz | Tóth Krisztián | cselgáncs   | -90 kg      |
| Bronz | Bencz Rolf Burián Gergő Csacsovszky Erik Fejős Róbert Gyárfás Tamás Kardos Gergely Pellei Frank Sánta Dániel Sélley-Rauscher Domonkos Szakonyi Dániel Szatmári Kristóf Várnai Kristóf Zerinváry Loránd          | vízilabda   | Csapat      |

## Versenyzők száma
| Sportág              | Magyar résztvevő | Magyar résztvevő | Magyar résztvevő |
| Sportág              | Férfi            | Nő               | Össz.            |
| -------------------- | ---------------- | ---------------- | ---------------- |
| Atlétika             | 4                | 3                | 7                |
| Cselgáncs            | 5                | 4                | 9                |
| Íjászat              | 2                | 0                | 2                |
| Kosárlabda           | 0                | 12               | 12               |
| Ritmikus gimnasztika | 0                | 1                | 1                |
| Taekwondo            | 0                | 2                | 2                |
| Tenisz               | 0                | 1                | 1                |
| Torna                | 0                | 1                | 1                |
| Úszás                | 5                | 5                | 10               |
| Vízilabda            | 13               | 13               | 26               |
| Vívás                | 9                | 9                | 18               |
| Összesen             | 38               | 51               | 89               |

## Atlétika

### Férfi
| Versenyző        | Versenyszám     | Előfutam | Előfutam | Előfutam | Elődöntő | Elődöntő | Elődöntő | Döntő   | Döntő    |
| Versenyző        | Versenyszám     | Idő      | Hely.    | Össz.    | Idő      | Hely.    | Össz.    | Idő     | Helyezés |
| ---------------- | --------------- | -------- | -------- | -------- | -------- | -------- | -------- | ------- | -------- |
| Szűcs Valdó      | 110 m gát       | 13,71    | 2.       | 5.       | 13,85    | 4.       | 8.       | 13,77   | 8.       |
| Venyercsán Bence | 20 km gyaloglás |          |          |          |          |          |          | 1:34,16 | 13.      |

| Versenyző           | Versenyszám   | Selejtező | Selejtező | Döntő    | Döntő    |
| Versenyző           | Versenyszám   | Eredmény  | Helyezés  | Eredmény | Helyezés |
| ------------------- | ------------- | --------- | --------- | -------- | -------- |
| Szikszai Róbert     | Diszkoszvetés | 58,64 m   | 9.        | 61,51 m  | 5.       |
| Rivasz-Tóth Norbert | Gerelyhajítás | 77,48 m   | 3.        | 77,71 m  | 5.       |

### Női
| Versenyző      | Versenyszám | Előfutam | Előfutam | Előfutam | Elődöntő | Elődöntő | Elődöntő | Döntő   | Döntő    |
| Versenyző      | Versenyszám | Idő      | Hely.    | Össz.    | Idő      | Hely.    | Össz.    | Idő     | Helyezés |
| -------------- | ----------- | -------- | -------- | -------- | -------- | -------- | -------- | ------- | -------- |
| Nádházy Evelin | 400 m       | 53,30    | 2.       | 9.       | 52,68    | 3.       | 11.      | kiesett | kiesett  |

| Versenyző     | Versenyszám   | Selejtező | Selejtező | Döntő    | Döntő    |
| Versenyző     | Versenyszám   | Eredmény  | Helyezés  | Eredmény | Helyezés |
| ------------- | ------------- | --------- | --------- | -------- | -------- |
| Gyurátz Réka  | Kalapácsvetés | 68,05 m   | 1.        | 69,51 m  | 4.       |
| Szilágyi Réka | Gerelyhajítás | 59,16 m   | 1.        | 59,02 m  | 4.       |

## Cselgáncs

### Férfi
| Versenyző                                                            | Versenyszám | 64-es főtábla                       | 32-es főtábla             | Nyolcaddöntő                         | Negyeddöntő              | Elődöntő                  | Visszajátszás                 | Visszajátszás                    | Visszajátszás               | Bronz- mérkőzés             | Döntő             | Helyezés |
| Versenyző                                                            | Versenyszám | Ellenfél Eredmény                   | Ellenfél Eredmény         | Ellenfél Eredmény                    | Ellenfél Eredmény        | Ellenfél Eredmény         | Ellenfél Eredmény             | Ellenfél Eredmény                | Ellenfél Eredmény           | Ellenfél Eredmény           | Ellenfél Eredmény | Helyezés |
| -------------------------------------------------------------------- | ----------- | ----------------------------------- | ------------------------- | ------------------------------------ | ------------------------ | ------------------------- | ----------------------------- | -------------------------------- | --------------------------- | --------------------------- | ----------------- | -------- |
| Boros Bence                                                          | -66 kg      |                                     | Khawjah Mutaz (KSA) · 1–0 | Ambrosio Lucas (ARG) · 1–0           | Lima Willian (BRA) · 1–0 | Katsura Ranto (JPN) · 1–0 |                               |                                  |                             | Chasygov Ismail (RUS) · 0–1 | kiesett           | kiesett  |
| Végvári Martin                                                       | -73 kg      | Tsend-Ochir Tsogtbaatar (MGL) · 0–1 |                           |                                      |                          |                           | Vennekold Lukas (GER) · 0–1   | kiesett                          | kiesett                     | kiesett                     | kiesett           | kiesett  |
| Kurtán Zsombor                                                       | -81 kg      | Tomokiyo Hikaru (JPN) · 0–1         |                           |                                      |                          |                           | Luptak Jan Samuel (SVK) · 1–0 | Koc Muhammed Mustafa (TUR) · 1–0 | Chilard Nicolas (FRA) · 0–1 | kiesett                     | kiesett           | kiesett  |
| Tóth Krisztián                                                       | -90 kg      |                                     | Assis Gustavo (BRA) · 0–1 |                                      |                          |                           | Petersilka Falk (GER) · 1–0   | Bobonov Davlat (UZB) · 1–0       | Dontsov Roman (RUS) · 1–0   | Sismanlar Mert (TUR) · 1–0  |                   |          |
| Árvai Péter                                                          | +90 kg      |                                     | Donoso Yeison (CHI) · 1–0 | Khurramov Mukhammadkarim (UZB) · 0–1 |                          |                           | Piper Mason Kerr (USA) · 1–0  | Voitsik Bahdan (BLR) · 1–0       | Spijkers Jur (NED) · 0–1    | kiesett                     | kiesett           | kiesett  |
| Árvai Péter                                                          | Open        |                                     | Mrva Michal (CZE) · 1–0   | Spijkers Jur (NED) · 0–1             | kiesett                  | kiesett                   | kiesett                       | kiesett                          | kiesett                     | kiesett                     | kiesett           | kiesett  |
| Boros Bence Végvári Martin Kurtán Zsombor Tóth Krisztián Árvai Péter | Csapat      |                                     | Csehország (CZE) · 3–0    | Oroszország (RUS) · 1–3              | kiesett                  | kiesett                   | kiesett                       | kiesett                          | kiesett                     | kiesett                     | kiesett           | kiesett  |

### Női
| Versenyző                                                               | Versenyszám | 32-es főtábla                      | Nyolcaddöntő                 | Negyeddöntő                | Visszajátszás                  | Visszajátszás                 | Visszajátszás                  | Elődöntő          | Döntő             | Helyezés |
| Versenyző                                                               | Versenyszám | Ellenfél Eredmény                  | Ellenfél Eredmény            | Ellenfél Eredmény          | Ellenfél Eredmény              | Ellenfél Eredmény             | Ellenfél Eredmény              | Ellenfél Eredmény | Ellenfél Eredmény | Helyezés |
| ----------------------------------------------------------------------- | ----------- | ---------------------------------- | ---------------------------- | -------------------------- | ------------------------------ | ----------------------------- | ------------------------------ | ----------------- | ----------------- | -------- |
| Knetig Emőke Zsuzsanna                                                  | -52 kg      | Yahia Messaoud Yasmine (ALG) · 1–0 | Vera Nicol (CHI) · 1–0       | Takeda Ryoko (JPN) · 0–1   | Danilovich Kseniya (BLR) · 1–0 | kiesett                       | kiesett                        | kiesett           | kiesett           | kiesett  |
| Balogh Daniella Réka                                                    | -57 kg      | Kim Jisu (KOR) · 0–1               | kiesett                      | kiesett                    | kiesett                        | kiesett                       | kiesett                        | kiesett           | kiesett           | kiesett  |
| Lőrinc Renáta                                                           | -70 kg      | Tanaka Shiho (JPN) · 0–1           |                              |                            | Christensen Helene (DEN) · 1–0 | Hofman Urszula (POL) · 1–0    | Novikava Viktoryia (BLR) · 0–1 | kiesett           | kiesett           | kiesett  |
| Kárpáti Emese                                                           | +70 kg      | Miocic Zrinka (CRO) · 1–0          | Mohoric Veronika (SLO) · 0–1 | kiesett                    | kiesett                        | kiesett                       | kiesett                        | kiesett           | kiesett           | kiesett  |
| Kárpáti Emese                                                           | Open        | Ramazanova Akerke (KAZ) · 1–0      | Karilaid Annika (EST) · 1–0  | Pekovic Jovana (MNE) · 0–1 | Atdayeva Govher (TKM) · 1–0    | Faccholli Sibilla (BRA) · 0–1 | kiesett                        | kiesett           | kiesett           | kiesett  |
| Knetig Emőke Zsuzsanna Balogh Daniella Réka Kárpáti Emese Lőrinc Renáta | Csapat      | Horvátország (CRO) · 2–3           | kiesett                      | kiesett                    | kiesett                        | kiesett                       | kiesett                        | kiesett           | kiesett           | kiesett  |

## Íjászat

### Férfi
| Versenyző    | Versenyszám      | Selejtező | Selejtező | 1/48-as kör       | 1/24-es kör                   | 32-es főtábla                | Nyolcaddöntő                   | Negyeddöntő       | Elődöntő          | Döntő             | Helyezés |
| Versenyző    | Versenyszám      | Pont      | Kiemelt   | Ellenfél Eredmény | Ellenfél Eredmény             | Ellenfél Eredmény            | Ellenfél Eredmény              | Ellenfél Eredmény | Ellenfél Eredmény | Ellenfél Eredmény | Helyezés |
| ------------ | ---------------- | --------- | --------- | ----------------- | ----------------------------- | ---------------------------- | ------------------------------ | ----------------- | ----------------- | ----------------- | -------- |
| Banda Árpád  | Egyéni           | 633       | 29.       |                   | Ferdinand Delille (FRA) · 3–1 | Dapend Wang (CHN) · 3–2      | Ken Sanchez Antoku (ESP) · 0–3 | kiesett           | kiesett           | kiesett           | kiesett  |
| Orosz Viktor | Egyéni összetett | 703       | 7.        |                   |                               | Viviano Mior (ITA) · 142–144 | kiesett                        | kiesett           | kiesett           | kiesett           | kiesett  |

## Kosárlabda

### Női
| Versenyző | Csoportkör               | Csoportkör          | Csoportkör          | Hely. | Helyosztó               | Helyosztó               | Helyosztó                | Negyeddöntő       | Elődöntő          | Döntő             | Helyezés |
| Versenyző | Ellenfél Eredmény        | Ellenfél Eredmény   | Ellenfél Eredmény   | Hely. | Ellenfél Eredmény       | Ellenfél Eredmény       | Ellenfél Eredmény        | Ellenfél Eredmény | Ellenfél Eredmény | Ellenfél Eredmény | Helyezés |
| --- | ------------------------ | ------------------- | ------------------- | ----- | ----------------------- | ----------------------- | ------------------------ | ----------------- | ----------------- | ----------------- | -------- |
| Szűcs Réka Kováts Gabriella Kaposi Pálma Kovács Vanessza Benke Sára Tóth Tímea Bach Boglárka Kuttor Enikő Szűcs Lilla Aho Nina Török Ágnes Doktor Anna | Csehország (CZE) · 54–56 | Japán (JPN) · 54–72 | Japán (JPN) · 63–48 | 3.    | Argentína (ARG) · 76–62 | Szlovákia (SVK) · 70–50 | Finnország (FIN) · 44–75 |                   |                   |                   | 10.      |

## Ritmikus gimnasztika

### Női
| Versenyző       | Versenyszám      | Karika | Karika | Labda  | Labda | Buzogány | Buzogány | Szalag | Szalag | Összesen | Helyezés |
| Versenyző       | Versenyszám      | Pont   | Hely.  | Pont   | Hely. | Pont     | Hely.    | Pont   | Hely.  | Összesen | Helyezés |
| --------------- | ---------------- | ------ | ------ | ------ | ----- | -------- | -------- | ------ | ------ | -------- | -------- |
| Pigniczki Fanni | Egyéni összetett | 18,750 | 7.     | 17,400 | 12.   | 18,050   | 9.       | 16,700 | 4.     | 70,900   | 9.       |

| Versenyző       | Versenyszám | Összesen | Helyezés |
| --------------- | ----------- | -------- | -------- |
| Pigniczki Fanni | Karika      | 18,050   | 8.       |
| Pigniczki Fanni | Szalag      | 15,900   | 8.       |

## Taekwondo

### Női
| Versenyző         | Versenyszám | 32-es főtábla                | Nyolcaddöntő                        | Negyeddöntő       | Elődöntő          | Döntő             | Helyezés |
| Versenyző         | Versenyszám | Ellenfél Eredmény            | Ellenfél Eredmény                   | Ellenfél Eredmény | Ellenfél Eredmény | Ellenfél Eredmény | Helyezés |
| ----------------- | ----------- | ---------------------------- | ----------------------------------- | ----------------- | ----------------- | ----------------- | -------- |
| Patakfalvy Csenge | -57 kg      | Beckstein Isabel (GER) · 5–7 | Armeria Vecchi Paulina (MEX) · 14–6 | kiesett           | kiesett           | kiesett           | kiesett  |
| Gadácsi Dorottya  | -62 kg      | Gill Gaganjot (IND) · 22–20  | Chang Li-Chien (TPE) · 4–6          | kiesett           | kiesett           | kiesett           | kiesett  |

## Tenisz

### Női
| Versenyző   | Versenyszám | Első szakasz      | Második szakasz            | Harmadik szakasz       | Negyedik szakasz  | Negyeddöntő       | Elődöntő          | Bronz- mérkőzés   | Döntő             | Helyezés |
| Versenyző   | Versenyszám | Ellenfél Eredmény | Ellenfél Eredmény          | Ellenfél Eredmény      | Ellenfél Eredmény | Ellenfél Eredmény | Ellenfél Eredmény | Ellenfél Eredmény | Ellenfél Eredmény | Helyezés |
| ----------- | ----------- | ----------------- | -------------------------- | ---------------------- | ----------------- | ----------------- | ----------------- | ----------------- | ----------------- | -------- |
| Buczkó Emma | Egyes       |                   | Mpheza Sakala (ZAM) · 16–7 | Guo Hanyu (CHN) · 6–12 | kiesett           | kiesett           | kiesett           | kiesett           | kiesett           | kiesett  |

## Torna

### Női
| Versenyző      | Versenyszám | Selejtező | Selejtező | Selejtező | Selejtező | Selejtező | Selejtező | Selejtező | Selejtező | Összesen | Helyezés | Döntő   | Döntő   | Döntő   | Döntő   | Összesen | Helyezés |
| Versenyző      | Versenyszám | Ugrás     | Hely.     | Korlát    | Hely.     | Gerenda   | Hely.     | Talaj     | Hely.     | Összesen | Helyezés | Ugrás   | Korlát  | Gerenda | Talaj   | Összesen | Helyezés |
| -------------- | ----------- | --------- | --------- | --------- | --------- | --------- | --------- | --------- | --------- | -------- | -------- | ------- | ------- | ------- | ------- | -------- | -------- |
| Al-Salty Dália | Egyéni      | 12,200    | 41.       | 11,550    | 24.       | 10,050    | 38.       | 10,750    | 32.       | 44,550   | 29.      | kiesett | kiesett | kiesett | kiesett | kiesett  | kiesett  |

## Úszás

### Férfi
| Versenyző      | Versenyszám  | Előfutam | Előfutam | Előfutam | Elődöntő | Elődöntő | Elődöntő | Döntő   | Döntő    |
| Versenyző      | Versenyszám  | Idő      | Hely.    | Össz.    | Idő      | Hely.    | Össz.    | Idő     | Helyezés |
| -------------- | ------------ | -------- | -------- | -------- | -------- | -------- | -------- | ------- | -------- |
| Kovács Benedek | 50 m hát     | 26,05    | 7.       | 33.      | kiesett  | kiesett  | kiesett  | kiesett | kiesett  |
| Kovács Benedek | 100 m hát    | 55,23    | 5.       | 11.      | 54,93    | 5.       | 10.      | kiesett | kiesett  |
| Kovács Benedek | 200 m hát    | 2:00,06  | 3.       | 13.      | 2:00,08  | 6.       | 13.      | kiesett | kiesett  |
| Kutasi Máté    | 100 m mell   | 1:03,30  | 4.       | 35.      | kiesett  | kiesett  | kiesett  | kiesett | kiesett  |
| Kutasi Máté    | 200 m mell   | 2:12,91  | 2.       | 7.       | 2:12,42  | 4.       | 6.       | 2:12,07 | 5.       |
| Sós Dániel     | 200 m vegyes | 2:01,06  | 2.       | 4.       | 2:00,39  | 2.       | 4.       | 2:00,72 | 6.       |
| Sós Dániel     | 400 m vegyes | 4:23.81  | 8.       | 19.      | kiesett  | kiesett  | kiesett  | kiesett | kiesett  |
| Szabó Norbert  | 200 m gyors  | 1:50,11  | 1.       | 12.      | kiesett  | kiesett  | kiesett  | kiesett | kiesett  |
| Szabó Norbert  | 200 m vegyes | 2:01,56  | 4.       | 11.      | 2:03,00  | 6.       | 14.      | kiesett | kiesett  |
| Szentes Bence  | 50 m hát     | 25,31    | 3.       | 10.      | 25,05    | 4.       | 6.       | 25,24   | 8.       |
| Szentes Bence  | 100 m hát    | 56,52    | 8.       | 36.      | kiesett  | kiesett  | kiesett  | kiesett | kiesett  |

### Női
| Versenyző         | Versenyszám    | Előfutam | Előfutam | Előfutam | Elődöntő | Elődöntő | Elődöntő | Döntő   | Döntő    |
| Versenyző         | Versenyszám    | Idő      | Hely.    | Össz.    | Idő      | Hely.    | Össz.    | Idő     | Helyezés |
| ----------------- | -------------- | -------- | -------- | -------- | -------- | -------- | -------- | ------- | -------- |
| Bonecz Boglárka   | 200 m pillangó | 2:16,96  | 5.       | 16.      | 2:17,61  | 8.       | 16.      | kiesett | kiesett  |
| György Réka       | 200 m vegyes   | 2:15,64  | 4.       | 9.       | 2:15,24  | 6.       | 9.       | kiesett | kiesett  |
| György Réka       | 400 m vegyes   | 4:47,62  | 4.       | 8.       |          |          |          | 4:46,30 | 7.       |
| Horváth Lili      | 400 m vegyes   | 4:54,38  | 7.       | 18.      |          |          |          | kiesett | kiesett  |
| Sebestyén Dalma   | 100 m mell     | 1:11,11  | 4.       | 27.      | kiesett  | kiesett  | kiesett  | kiesett | kiesett  |
| Sebestyén Dalma   | 200 m mell     | 2:35,49  | 6.       | 22.      | kiesett  | kiesett  | kiesett  | kiesett | kiesett  |
| Sebestyén Dalma   | 200 m vegyes   | 2:17,44  | 5.       | 15.      | 2:19,72  | 8.       | 16.      | kiesett | kiesett  |
| Szurovcsják Ivett | 50 m mell      | 28,05    | 5.       | 15.      | 32,02    | 8.       | 16.      | kiesett | kiesett  |
| Szurovcsják Ivett | 100 m mell     | 1:11,53  | 5.       | 30.      | kiesett  | kiesett  | kiesett  | kiesett | kiesett  |

## Vívás

### Férfi
| Versenyző                                                  | Versenyszám      | 64-es főtábla                 | 32-es főtábla                       | Nyolcaddöntő                | Negyeddöntő           | Elődöntő          | Döntő             | Helyezés |
| Versenyző                                                  | Versenyszám      | Ellenfél Eredmény             | Ellenfél Eredmény                   | Ellenfél Eredmény           | Ellenfél Eredmény     | Ellenfél Eredmény | Ellenfél Eredmény | Helyezés |
| ---------------------------------------------------------- | ---------------- | ----------------------------- | ----------------------------------- | --------------------------- | --------------------- | ----------------- | ----------------- | -------- |
| Bányai Zsombor                                             | Párbajtőr        | Savin Alexandr (KAZ) · 12–15  | kiesett                             | kiesett                     | kiesett               | kiesett           | kiesett           | kiesett  |
| Cho Taeun Sándor                                           | Párbajtőr        | Tulen Rafael (NED) · 4–15     | kiesett                             | kiesett                     | kiesett               | kiesett           | kiesett           | kiesett  |
| Mestyanek Máté                                             | Párbajtőr        | Rubes Martin (CZE) · 11–15    | kiesett                             | kiesett                     | kiesett               | kiesett           | kiesett           | kiesett  |
| Bellovicz Gábor                                            | Kard             | Alarcon Juvenal (CHI) · 11–15 | kiesett                             | kiesett                     | kiesett               | kiesett           | kiesett           | kiesett  |
| Kiss Dániel                                                | Kard             | Post Patrick (NED) · 15–5     | Ingargiola Francesco (ITA) · 7–15   | kiesett                     | kiesett               | kiesett           | kiesett           | kiesett  |
| Liszkai Tamás                                              | Kard             | Xu Zhaojie (CHN) · 15–7       | Chen Chih Chieh (TPE) · 11–15       | kiesett                     | kiesett               | kiesett           | kiesett           | kiesett  |
| Kossuth Bálint                                             | Tőr              | Stepanov Mark (RUS) · 15–9    | Mardaleishvili Mikheil (GEO) · 5–15 | kiesett                     | kiesett               | kiesett           | kiesett           | kiesett  |
| Kovács István                                              | Tőr              |                               | Kisel Siarhei (BLR) · 12–15         | kiesett                     | kiesett               | kiesett           | kiesett           | kiesett  |
| Péch Miklós                                                | Tőr              |                               | Novikaun Artsiom (BLR) · 13–15      | kiesett                     | kiesett               | kiesett           | kiesett           | kiesett  |
| Bányai Zsombor Cho Taeun Sándor Mestyanek Máté Kiss Dániel | Párbajtőr csapat |                               |                                     | Thaiföld (THA) · 45–43      | Románia (ROM) · 43–45 | kiesett           | kiesett           | kiesett  |
| Bellovicz Gábor Kossuth Bálint Kovács István Péch Miklós   | Kard csapat      |                               | Kanada (CAN) · 39–31                | Lengyelország (POL) · 35–39 | kiesett               | kiesett           | kiesett           | kiesett  |
| Bányai Zsombor Bellovicz Gábor Kiss Dániel Liszkai Tamás   | Tőr csapat       |                               |                                     | Kína (CHN) · 34–45          | kiesett               | kiesett           | kiesett           | kiesett  |

### Női
| Versenyző                                                       | Versenyszám      | 64-es főtábla                      | 32-es főtábla                        | Nyolcaddöntő                   | Negyeddöntő                 | Elődöntő          | Döntő             | Helyezés |
| Versenyző                                                       | Versenyszám      | Ellenfél Eredmény                  | Ellenfél Eredmény                    | Ellenfél Eredmény              | Ellenfél Eredmény           | Ellenfél Eredmény | Ellenfél Eredmény | Helyezés |
| --------------------------------------------------------------- | ---------------- | ---------------------------------- | ------------------------------------ | ------------------------------ | --------------------------- | ----------------- | ----------------- | -------- |
| Várnai Vivien                                                   | Párbajtőr        | Poghosova Emma (ARM) · 15–7        | Csonka Valéria (HUN) · 10–15         | kiesett                        | kiesett                     | kiesett           | kiesett           | kiesett  |
| Gonda Borbála                                                   | Párbajtőr        | kiesett                            | kiesett                              | kiesett                        | kiesett                     | kiesett           | kiesett           | kiesett  |
| Csonka Valéria                                                  | Párbajtőr        | Foong Anthea Zi Ning (SGP) · 15–11 | Várnai Vivien (HUN) · 15–10          | Favre Aurore (SUI) · 7–15      | kiesett                     | kiesett           | kiesett           | kiesett  |
| Kelecsényi Mira                                                 | Kard             | kiesett                            | kiesett                              | kiesett                        | kiesett                     | kiesett           | kiesett           | kiesett  |
| Kern Bianka                                                     | Kard             | kiesett                            | kiesett                              | kiesett                        | kiesett                     | kiesett           | kiesett           | kiesett  |
| Záhonyi Petra                                                   | Kard             | Salgado Melanie (MEX) · 15–7       | Bolshakova Valeriya (AZE) · 15–14    | Balzer Sara (FRA) · 6–15       | kiesett                     | kiesett           | kiesett           | kiesett  |
| Pöltz Anna                                                      | Tőr              | Berthier Aarya (SGP) · 15–10       | Martines Hauregi Oksana (RUS) · 8–15 | kiesett                        | kiesett                     | kiesett           | kiesett           | kiesett  |
| Mesteri Viktória                                                | Tőr              | Jeglinska Aleksandra (POL) · 15–13 | Sinigalia Martina (ITA) · 7–15       | kiesett                        | kiesett                     | kiesett           | kiesett           | kiesett  |
| Zámbó-Gólya Fruzsina                                            | Tőr              | Lachman Katarzyna (POL) · 11–15    | kiesett                              | kiesett                        | kiesett                     | kiesett           | kiesett           | kiesett  |
| Várnai Vivien Gonda Borbála Csonka Valéria Zámbó-Gólya Fruzsina | Párbajtőr csapat |                                    |                                      | Svájc (SUI) · 45–41            | Olaszország (ITA) · 26–40   | kiesett           | kiesett           | kiesett  |
| Kelecsényi Mira Kern Bianka Záhonyi Petra Pöltz Anna            | Kard csapat      |                                    |                                      | Lengyelország (POL) · 45–43    | Franciaország (FRA) · 20–45 | kiesett           | kiesett           | kiesett  |
| Mesteri Viktória Pöltz Anna Várnai Vivien Zámbó-Gólya Fruzsina  | Tőr csapat       |                                    |                                      | Egyesült Államok (USA) · 38–45 | kiesett                     | kiesett           | kiesett           | kiesett  |

## Vízilabda

### Férfi
| Versenyző | Csoportkör                 | Csoportkör          | Csoportkör                | Csoportkör              | Hely. | Nyolcaddöntő      | Negyeddöntő        | Elődöntő                      | Bronz- mérkőzés           | Döntő             | Helyezés |
| Versenyző | Ellenfél Eredmény          | Ellenfél Eredmény   | Ellenfél Eredmény         | Ellenfél Eredmény       | Hely. | Ellenfél Eredmény | Ellenfél Eredmény  | Ellenfél Eredmény             | Ellenfél Eredmény         | Ellenfél Eredmény | Helyezés |
| --- | -------------------------- | ------------------- | ------------------------- | ----------------------- | ----- | ----------------- | ------------------ | ----------------------------- | ------------------------- | ----------------- | -------- |
| Bencz Rolf Burián Gergő Csacsovszky Erik Fejős Róbert Gyárfás Tamás Kardos Gergely Pellei Frank Sánta Dániel Sélley-Rauscher Domonkos Szakonyi Dániel Szatmári Kristóf Várnai Kristóf Zerinváry Loránd | Horvátország (CRO) · 15–12 | Japán (JPN) · 18–12 | Olaszország (ITA) · 10–13 | Ausztrália (AUS) · 18–6 | 2.    |                   | Japán (JPN) · 18–3 | Egyesült Államok (USA) · 9–12 | Oroszország (RUS) · 23–22 |                   |          |

### Női
| Versenyző | Csoportkör                 | Csoportkör              | Csoportkör         | Csoportkör          | Hely. | Nyolcaddöntő      | Negyeddöntő            | Elődöntő                  | Döntő                   | Helyezés |
| Versenyző | Ellenfél Eredmény          | Ellenfél Eredmény       | Ellenfél Eredmény  | Ellenfél Eredmény   | Hely. | Ellenfél Eredmény | Ellenfél Eredmény      | Ellenfél Eredmény         | Ellenfél Eredmény       | Helyezés |
| --- | -------------------------- | ----------------------- | ------------------ | ------------------- | ----- | ----------------- | ---------------------- | ------------------------- | ----------------------- | -------- |
| Brezovszki Gerda Farkas Tamara Garda Krisztina Gémes Anett Alexa Gerendás Matilda Hertzka Orsolya Huszti Dóra Kiss Alexandra Kövesdi Vivien Kuna Szonja Lekrinszki Gina Petra Máté Zsuzsanna Mucsy Anna Mandula | Franciaország (FRA) · 17–3 | Csehország (CZE) · 22–5 | Japán (JPN) · 18–7 | Kanada (CAN) · 16–7 | 1.    |                   | Ausztrália (AUS) · 7–4 | Oroszország (RUS) · 16–14 | Olaszország (ITA) · 8–7 |          |